# Vlasta Štursová-Suková
Vlasta Štursová-Suková (1. června 1912 Praha – 15. listopadu 1982 tamtéž) byla česká architektka a návrhářka.

## Život
V letech 1931–1938 vystudovala architekturu na Českém vysokém učení technickém v Praze u profesora Antonína Engela. V této době se připojila k levicové skupině architektů PAS (Pokroková architektonická skupina), kterou tvořili Karel Janů, Jiří Štursa a Jiří Voženílek. Za Jiřího Štursu se později vdala.
Zabývala se návrhy nábytku pro sociálně slabé vrstvy, kde uplatňovala typizaci dílů a maximální zjednodušení výroby.
Začátkem padesátých let spolupracovala se svým manželem při úpravě okolí Stalinova pomníku.
Později se zabývala pozemními stavbami a rekonstrukcí památkových objektů. Vedla jednu skupinu na Útvaru hl. m. Prahy.

## Dílo

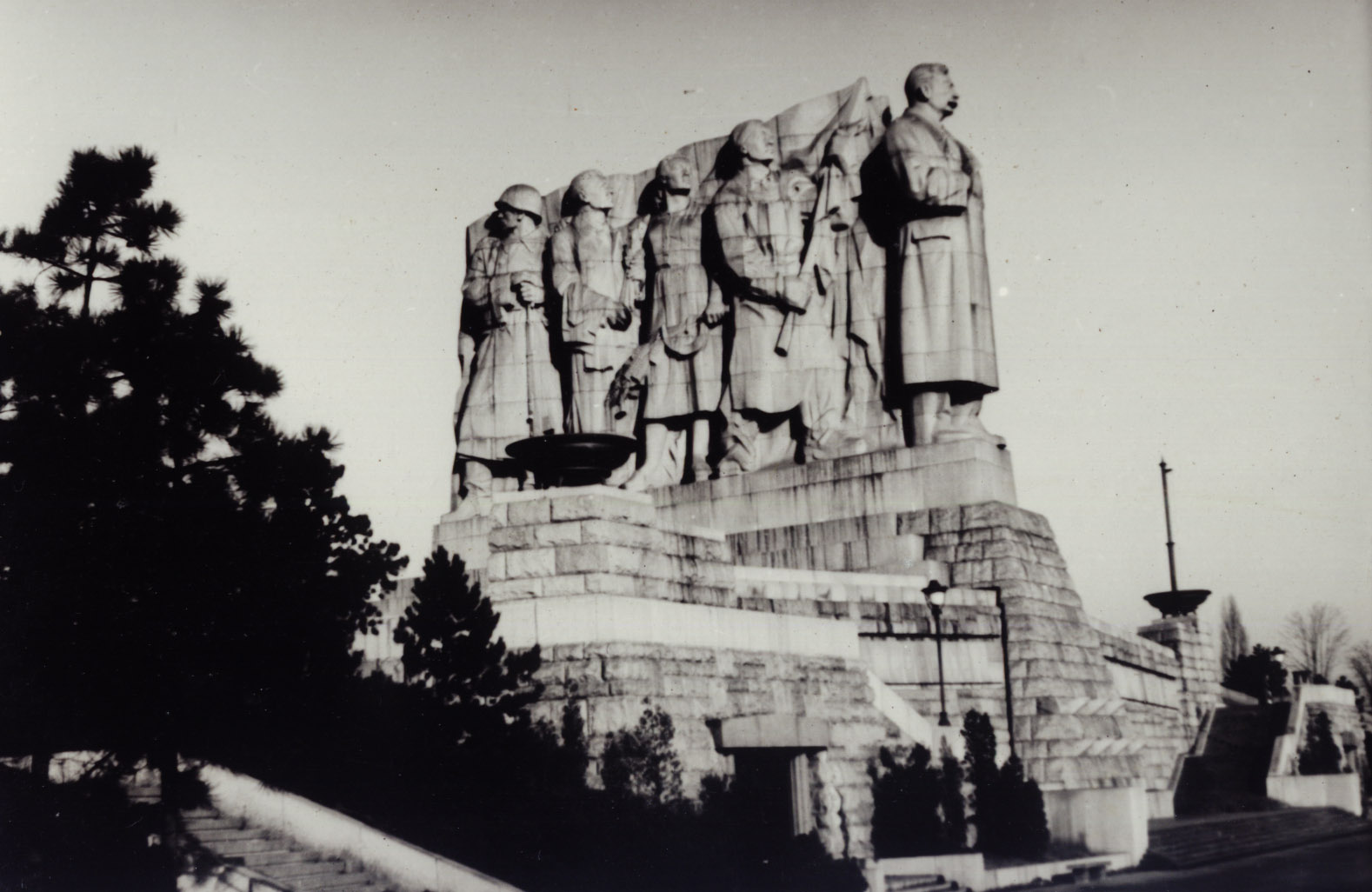
Stalinův pomník na Letné

- 1939–1940 rodinný dům čp. 445, Praha 5 – Hlubočepy (Barrandov), Pod Habrovkou 3, spolu s Jiřím Štursou
- 1939–1940 nájemní dům čp. 1059, Praha 4 – Michle, Sedlčanská 20, spolu s Jiřím Štursou
- 1940–1941 kolonie rodinných domů, Praha 6 – Suchdol
- 1949–1950 úprava okolí pomníku Josifa Vissarionoviče Stalina, Praha, Letná (autor pomníku: Otakar Švec), dokončeno 1955,

### Výstavy
- 1941 Byt, Svaz českého díla
- 1942 Lidový byt

## Spisy
- Lidový byt, Architektura III, 1941, str. 229–230
- Dětské pokoje v nájemném domě na výstavě Svazu českého díla Bydlení, Architektura III, 1941, str. 127
- Lidový nábytek, Architekrura IV, 1942, str. 27–28, 197–198